# Против диктатуре
Против диктатуре је неформална студентска група у Републици Србији, која је најзначајнија по организацији протеста у Србији 2017. године против власти Александра Вучића. Група је наставила да постоји и после престанка ових демонстрација у мају 2017. године.

## Позадина
Мада још до данас нису разјашњени сви детаљи у вези са настанком ове групе, као ни њихова могућа веза са одређеним опозиционим странкама, покрет "Против диктатуре" је највероватније настао спонтано у ноћи између 2. и 3. априла 2017. године, као реакција на резултате председничких избора 2017. године. Група анонимних људи, по свему судећи студената Београдског универзитета је путем друштвених мрежа, примарно путем Фејсбука, најавила организацију протеста "против изборне крађе и диктатуре Александра Вучића" за наредно вече, испред Дома Народне скупштине у Београду. У току дана, групи се придружују студенти и активисти из других градова: Новог Сада, Ниша, Крагујевца, Чачка, Суботице и других, најављујући организацију протеста у својим срединама.

## Протести
Протести који су отпочели наредне вечери нису били пријављени полицији, али се упркос томе окупило више хиљада људи у Београду, Новом Саду и Нишу, те више стотина људи у већини других већих градова у Србији. Према извештајима, друге вечери се окупило још више грађана на улицама. За разлику од опозиционих демонстрација 1990-их година, полиција је била присутна у знатно мањем броју и није интервенисала. Наредних дана, број учесника скупа је наставио да расте. 
Најмасовнији скуп је одржан у Београду, 8. априла, када је организован обједињен скуп "Против диктатуре", војног и полицијског синдиката, те више других организација. Према проценама, на улицама Београда се тог дана налазило више десетина хиљада демонстраната.
Ипак, после тога, број учесника протеста је почео постепено да опада, дошло је до подела међу организаторима, да би, до краја маја, са окупљањима наставило свега неколико десетина људи.

### Захтеви
Мањак компактности унутар организације протеста је учинио да су различите (касније независне) фракције унутар групе "Против диктатуре" формирале више различитих спискова захтева.
Онај списак који је усаглашен 5. априла међу студентима Београдског и Новосадског универзитета је подразумевао:
- Смену чланова Републичке изборне комисије,
- Смену директора и генералног уредника информативног програма РТС-а,
- Смену чланова РЕМ-а, због нереаговања на више стотина прекршаја и пријава,
- Ревизију бирачког списка у циљу утврђивања тачног броја бирача,
- Увођење електронског гласања.[5]

Ипак, како је дошло до разлаза међу организаторима, касније је овај списак бивао мењан и проширен.

### Поделе и раскол
Дана 2. маја, у време трајања протеста против диктатуре, из првобитне групе неформалних организатора издвојила се група "Седам захтева", левичарски део групе. Они су изјавили да ће наставити да се залажу за седам захтева изнетих на протестима, снажно нагласивши економско-социјалне захтеве. Како су навели, разлог за њихово одвајање је издвајање мањих група које су од тих захтева одустале кроз одрицање дела захтева или сарадњу са опозицијом, коју "Седам захтева" такође сматра одговорном за данашње лоше услове живота, посебно због приватизације и деиндустријализације после 5. октобра. Они су најавили даљу разраду захтева и повезивање са другим групама, синдикатима и организацијама прогресивног карактера. Из главне групе се издвојила и малобројна група под називом "Културом против диктатуре".

## Касније активности
Мада су државни званичници обећавали да неће бити покретани судски поступци против организатора протеста, у јесен 2017. године, поједини чланови организације "Против диктатуре" (Тијана Хегић и Павле Терзић) су добили судске позиве због организовања перформанса за време демонстрација. Остали чланови организације и поједине политичке странке су им пружили подршку.

## Приступање Савезу за Србију
Дана 1. новембра 2018. године, "Против диктатуре" је приступио Савезу за Србију.  Архивирано на веб-сајту  (14. јун 2019)